# 서호수
서호수(徐浩修, 1736년 10월 29일(음력 9월 25일) ∼1799년 2월 14일(음력 1월 10일))는 조선 후기의 천문학자이자 실학자이다. 본관은 대구, 호는 학산(鶴山)이다. 《임원경제지》를 지은 서유구의 친아버지이며, 서명응의 아들이다. 정조의 신임을 받아 임종할 때까지 왕의 측근으로 활약하였고 규장각의 설립에도 관여하였다.

## 관직
정조가 즉위한 1776년 11월 4일(음력 9월 24일) 청나라의 사신 중 부사로 임명되었다. 이때, 진하 겸 사은사(進賀兼謝恩使) 황인점(黃仁點)과 서장관(書狀官) 김이희(金履禧)가 일행이었다.
문과에 급제한 이후 정언, 지평, 부교리, 수찬, 전주선유어사, 겸문학, 헌납, 부수찬, 호남어사, 응교, 부응교, 교리, 겸보덕, 사인, 시강관, 편집낭청, 승지, 수원부사, 전라도관찰사, 대사간, 도승지, 이조참판, 홍문관부제학, 동지의금부사, 성균관대사성, 예조참판, 함경도관찰사, 규장각직제학, 대사헌, 형조판서, 예조판서, 홍문관제학, 이조판서, 예문관제학, 병조판서, 한성부판윤, 공조판서, 호조판서 등을 지냈고 겸직으로는 비변사제조, 지경연사, 장악원제조를 지냈다.

## 저서
- 《해동농서(海東農書)》
- 《신법중성기(新法中星記)》
- 《신법누주통의(新法漏籌通義)》
- 《국조역상고(國朝曆象考)》 (김영, 성주덕과 공저)
- 《사고(私稿)》: 이화여자대학교 도서관에 소장됨

## 가족 관계
- 증조부 : 서문유(徐文裕)
  - 조부 : 서종옥(徐宗玉)
    - 양부 : 서명익(徐命翼) - 백부이자 양부
      - 아내: 이이장의 딸(1736년 11월 7일(음력 10월 5일)~1813년 10월 13일(음력 9월 20일)[3])
        - 차남 : 서유본(徐有本)
          - 손녀 : 윤치대(尹致大)에게 출가[4]

        - 삼남 : 서유락(徐有樂)
        - 사남 : 서유비(徐有棐)

    - 숙부 : 서명성(徐命誠)
      - 동생 : 서형수(徐瀅修) - 남동생 숙부에게 양자로 감

    - 부 : 서명응(徐命膺)
    - 모 : 이정섭(李廷燮)의 딸
      - 동생 : 서낙수(徐樂修)
      - 동생 : 서책수(徐策修)
      - 동생 : 서채수(徐采修)
      - 동생 : 서철수(徐澈修)
        - 장남 : 서유본(徐有本)
        - 차남 : 서유구(徐有榘) - 장남 남동생에게 양자로 감
        - 삼남 : 서유락(徐有樂)
        - 사남 : 서유비(徐有棐)

      - 동생 : 서유수(徐柔修)

## 같이 보기
- 126578 서호수

## 참고자료
- 과학기술인 명예의 전당
- 영조·정조 시대 최고의 천문학자 서호수 (경기문화재단)
- 춘추관 관원들 (1805). 《정조실록》.